# 나이듦을 배우다
나이듦을 배우다는 마거릿 크룩생크가 지은 노화에 관한 책이다.

## 저자
마거릿 크룩생크는 미국 메인대학교 대학원 교수로 재직하면서 여성학 프로그램을 진행했고, 이후 노화연구센터의 객원교수로 근무하며 이 책을 저술하였다.

## 내용
마거릿 크룩생크는 노화가 생물학적 신체적 변화일 뿐만 아니라 사회적으로 주어진 인식으로서 작용하며 특히 여성에게 특정한 태도를 수용하도록 강제한다고 파악한다. 사회적 통념은 노화를 부정적인 것으로 받아들이도록 하고 자연스러운 인생의 단계인 노년을 주체적으로 받아드리는 데 방해 요소로 작용한다고 본다. 그 결과 개인들은 노년을 공포스러운 것으로 인식하게 된다. 저자는 노년 역시 인생의 자연스러운 단계이며 건강하고 활동친화적(Proactivity)인 노년이 될 수 있는 개인적, 사회적 노력이 필요하다고 주장한다.